# The Lost Secret
The Lost Secret è un cortometraggio muto del 1915. Il nome del regista non viene riportato nei credit.

## Produzione
Il film fu prodotto dalla Balboa Amusement Producing Company.

## Distribuzione
Distribuito dalla Pathé Exchange, il film - un cortometraggio di due bobine - uscì nelle sale cinematografiche USA il 27 settembre 1915.